# Púlsar de raigs X
Els púlsars de raigs X són sistemes d'estels binaris que es componen d'un púlsar i d'un estel normalment jove de tipus O i B. L'estel primari emet vent estel·lar de la seva superfície i radiació i aquests són atrapats per l'estrella companya i aquesta produeix rajos x. El primer púlsar de rajos x és l'estel compacte situat en el sistema Cen X-3.